# Бельгер, Герольд Карлович
Ге́рольд Ка́рлович Бе́льгер (28 октября 1934, Энгельс — 7 февраля 2015, Алма-Ата) — казахстанский переводчик, прозаик, публицист, литературовед. Переводчик классиков казахской литературы (Майлина, Мусрепова, Нурпеисова и др.) на русский язык, автор многочисленных романов, повестей и литературно-критических работ, в центре которых исторический путь и современное положение российских немцев и их национальной литературы. Лауреат Президентской премии мира и духовного согласия (1992).
Свободно владел казахским языком, работая в сфере трёх культур — казахской, русской и немецкой.

## Биография
Родился в семье поволжских немцев. В 1941 году по указу Сталина, как этнический немец, в числе всех немцев СССР, был депортирован в Казахскую ССР, в казахский аул возле нынешнего села Ыскака Ыбыраева на реке Ишим, где молодой Герольд в совершенстве овладел казахским языком. Вырос в ауле, учился в казахской средней школе, затем на филологическом факультете Казахского педагогического института (ныне университет им. Абая) в Алма-Ате.
После окончания института работал учителем русского языка, затем в литературном журнале «Жулдыз», с 1964 года — писателем-прозаиком, переводчиком и критиком. С 1971 года член Союза писателей Казахстана. С 1992 года был заместителем главного редактора немецкоязычного альманаха «Феникс».
Бельгер с малых лет жил и трудился в Казахстане, работая не покладая рук и выпуская по 7-8 книг в год. В честь 75-летия, министерством культуры и образования профинансирован десятитомник писателя. Герольд Карлович является автором свыше 40 книг, в том числе романов «Дом скитальца», «Туюк Су», «Разлад», а также 1600 публикаций в периодической печати.
В 1994—1995 годах депутат Верховного Совета Республики Казахстан. Увлекался шахматами.
21 января 2015 года, после шестого инфаркта, впал в кому. Скончался 7 февраля 2015 года. Похоронен на Кенсайском кладбище Алматы.

## Личная жизнь
- Отец: Карл Фридрихович (в документах с 1931 г. он фигурирует как «Федорович»), врач, заведующий фельдшерско-акушерским пунктом. Похоронен с женой и дочерью Розой в Ташкенте.
- Сестры: Эльма, Роза, Алма (проживает в Германии).
- Жена: Раиса Закировна Хисматуллина, педагог, татарка по национальности.
- Дочь: Ирина Ковалёва, актриса, кинорежиссёр.
  - Внук Всеволод (род. 1988).
    - Правнучка Юлиана (род. 2005)[3].

## Память
19 марта 2021 года в Алматы, на пересечении улиц Джамбула и Чокана Валиханова установлен памятник Герольду Бельгеру.

## Цитаты
Посмотрите на наших депутатов, министров, которые сидят высоко. Вы когда-нибудь слышали, чтобы кто-нибудь из них цитировал Абая, делал бы на него ссылки? Тогда, спрашивается, для чего мы гордимся его блестящими стихотворениями, мудрыми назиданиями, где все наши изъяны, «блошки» нашего общества он раскрывает с беспощадной точностью? И каждое его обличение, о кудай-ау (о боже), как будто написаны для сегодняшнего дня.
Когда смотрим телеканал «Хабар», читаем газету «Казахстанская правда», мы видим, как сплошь и рядом идет серая волна безудержного хвастовства, высокопарные слова льются как из помойного ведра. Слышишь и удивляешься тому, чего не видишь зрительно.
Сегодня деньги вышли на первый план. С первого дня получения независимости многие, вместо того чтобы работать на могущество государства, вооружились хищническими лозунгами типа «пока есть возможность, надо урвать». Такие люди живут одним днём.
Недавно умер известный человек, не буду называть его имени, я его хорошо знаю. Он всю жизнь копил деньги. Я думаю, накопил много миллионов долларов, в основном беря крупные взятки. В жизни он никому не делал добра. Теперь он ушёл на тот свет. Я задаюсь вопросом: для чего он жил?

Поэтому ничего удивительного в том нет, что сегодняшние друзья больших чиновников завтра становятся его врагами. А всё потому, что у них ложные идеалы, ценности. А где царствует ложь, там нет места доверию и дружбе. Вот почему они с лёгкостью предают друг друга. И эта болезнь сегодня пронзила всё общество. Люди разделились на богатых и бедных. Общечеловеческие ценности, такие как забота о близких, помощь нуждающимся, любовь к народу, потеряны.
…говорить на родном языке казахи будут тогда, когда станут материться по-казахски

## Сочинения
- «Сосновый дом на краю аула.» А-А., 1973
- «Даладағы шағала.» А., 1976
- «Алтын асу.» А., 1977
- «Живые предметы родства.» А-А., 1981 (на немецком)
- «Лицом к лицу со временем.» А-А., 1985 (на немецком)
- «Мотивы трех струн.» А-А., 1986
- «Тас өткел.» М., 1987
- «Гёте и Абай.» А-А., 1989
- «Завтра будет солнце.» А., 1992
- «Земные избранники.» А., 1995
- «Тихие беседы на шумных перекрестках.» А., 2001
- «Этюды о переводах Ильяса Жансугурова.» А., 2001
- «Казахское слово.» Астана, 2001
- «Дом скитальца.» Астана, 2003
- «В темный час перед рассветом.» А., 2003
- «Карл Бельгер — мой отец.» А., 2003, т.б.[6][7][8]

## Награды
- Лауреат Президентской премии мира и духовного согласия (1992)
- Орден Парасат (Благородство) за № 1 (1994)
- Орден «За заслуги перед Федеративной Республикой Германия» (2010)[9]
- Орден Достык 2 степени[10]
- 2001 — Медаль «10 лет независимости Республики Казахстан»
- 2004 — Медаль «50 лет Целине»
- 2005 — Медаль «10 лет Парламенту Республики Казахстан»
- 2005 — Медаль «10 лет Конституции Республики Казахстан»
- 2008 — Медаль «10 лет Астане»
- 2011 — Медаль «20 лет независимости Республики Казахстан»